# Motionless in White
I Motionless in White, spesso abbreviati MIW, sono un gruppo musicale metalcore statunitense, fondata nel 2005 a Scranton, in Pennsylvania.
Il gruppo ha preso il nome dalla canzone Motionless and White degli Eighteen Visions.

## Storia

### The Whorror(2005-2007)

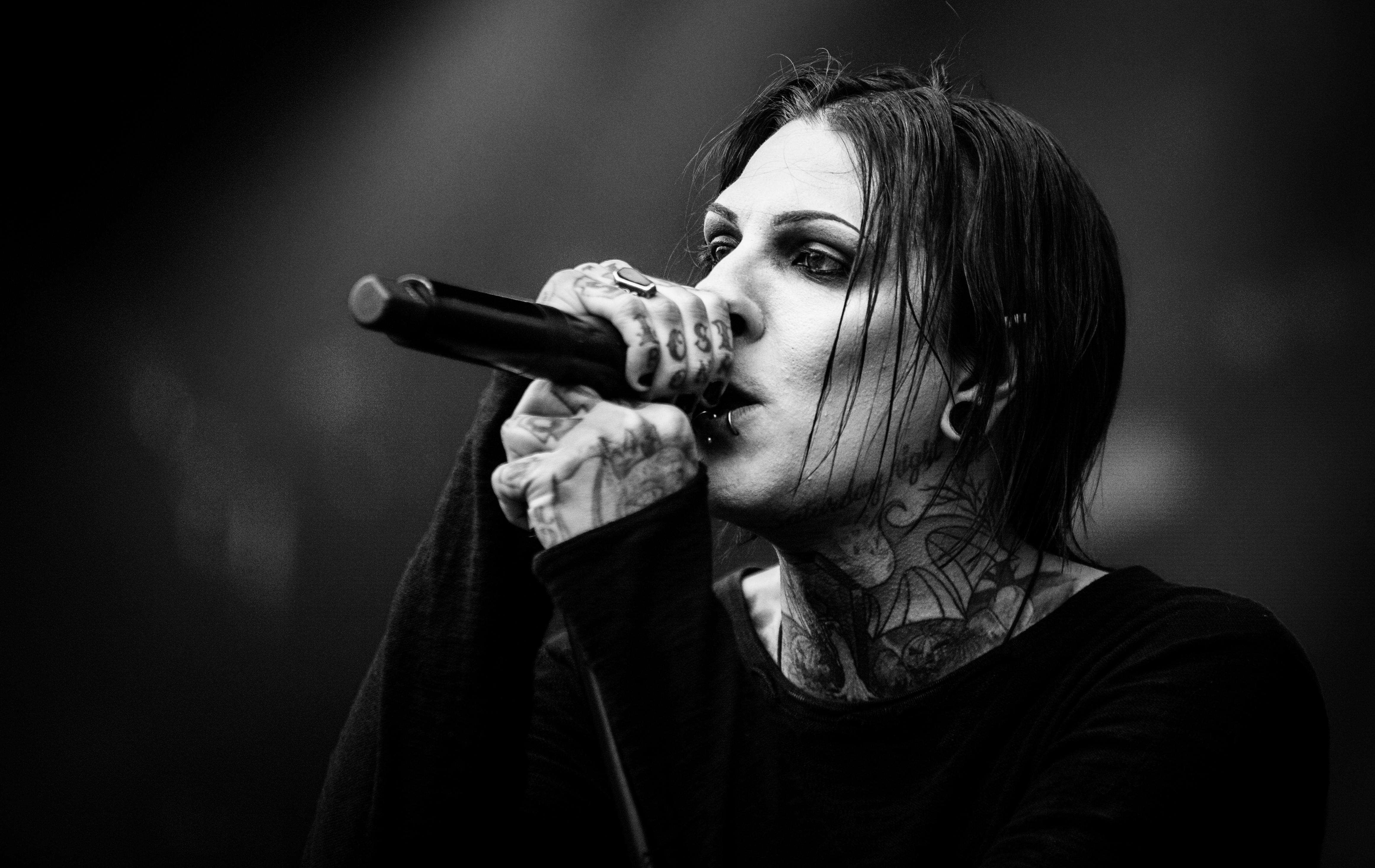
Chris "Motionless" Cerulli al Rock am Ring nel 2017

I Motionless in White si formano nel 2005 con Chris "Motionless" Cerulli alla voce ed alla chitarra, Angelo Parente alla batteria, Frank Polumbo alla chitarra e Kyle White al basso. Inizialmente il gruppo era influenzato dalle correnti emo e post-hardcore. In seguito al primo demo, pubblicato nel 2005, la band decise di appesantire il proprio sound, virando verso un metalcore con forti tinte gothic ed industrial.
In seguito all'uscita del primo demo venne reclutato Joshua Balz nel ruolo di tastierista, Michael Costanza e TJ Bell vennero inseriti come nuovi chitarristi e Frank Polumbo si spostò al basso, lasciando a Chris Motionless la sola responsabilità della voce. Con questa formazione il gruppo registrò il suo primo EP, dal titolo The Whorror, pubblicato dalla Masquerade Recordings.

### When Love Met Destruction(2008-2009)
In seguito al tour in supporto a The Whorror, la band scrisse undici canzoni per un possibile full-length. Nonostante le difficoltà legate all'essere sotto contratto con una piccola etichetta, i Motionless in White registrarono le canzoni per l'album ed annunciarono che si sarebbe chiamato When Love Met Destruction. L'album non venne mai pubblicato ufficialmente, anche se tutte le canzoni registrate vennero caricate online.
In seguito Michael Costanza lasciò la band e al suo posto subentrò Ryan Sitkowski. Durante il Warped Tour l'etichetta discografica Tragic Hero Records notò la band e la mise sotto contratto. Dopo pochi mesi la band cambiò nuovamente etichetta, passando alla Fearless Records. La band decise di registrare daccapo sei delle tracce di When Love Met Destruction, rendendolo un EP. Nonostante il passaggio alla Fearless Records, l'EP venne comunque distribuito dalla Tragic Hero nel febbraio del 2009. La canzone Ghost in the Mirror venne resa un singolo e fu girato un video musicale per essa.

### Creatures(2009-2010)
In seguito a When Love Met Destruction Frank Polumbo lasciò la band, in quanto non soddisfatto dallo stile musicale della band. Tuttavia Polumbo è ancora in buoni rapporti con essa. In sostituzione, nell'ottobre 2009, entrò nella band Ricky "Horror" Olson come nuovo bassista. Nel maggio 2010 la band entrò in studio per registrare il loro primo full-length, Creatures, prodotto da Andrew Wade. Il primo singolo dell'album fu Abigail, pubblicato sul MySpace della band. Vennero prodotti tre video musicali per questo album, il primo per la già citata Abigail, il secondo per Immaculate Misconception ed il terzo per Creatures.

### L'abbandono di TJ Bell (2011)
Il 4 maggio 2011 venne annunciato che il chitarrista TJ Bell era stato cacciato dalla band. Secondo la versione di Bell, mentre stava sostituendo il bassista degli Escape the Fate, alla fine del tour si sarebbe dovuto incontrare con la band ad Orlando ed invece decise di fermarsi a Los Angeles a causa di problemi finanziari. Secondo la band, TJ lasciò il gruppo nel mezzo del tour per suonare negli Escape the Fate senza dare sufficiente preavviso, lasciando la band senza chitarra ritmica per gli show. Successivamente vennero anche citati problemi legati all'abuso di droghe ed alcool da parte di Bell.
In seguito alla cacciata di Bell, Olson si spostò alla chitarra ritmica, mentre al basso arrivò Devin "Ghost" Sola.

### Infamous(2012-2014)

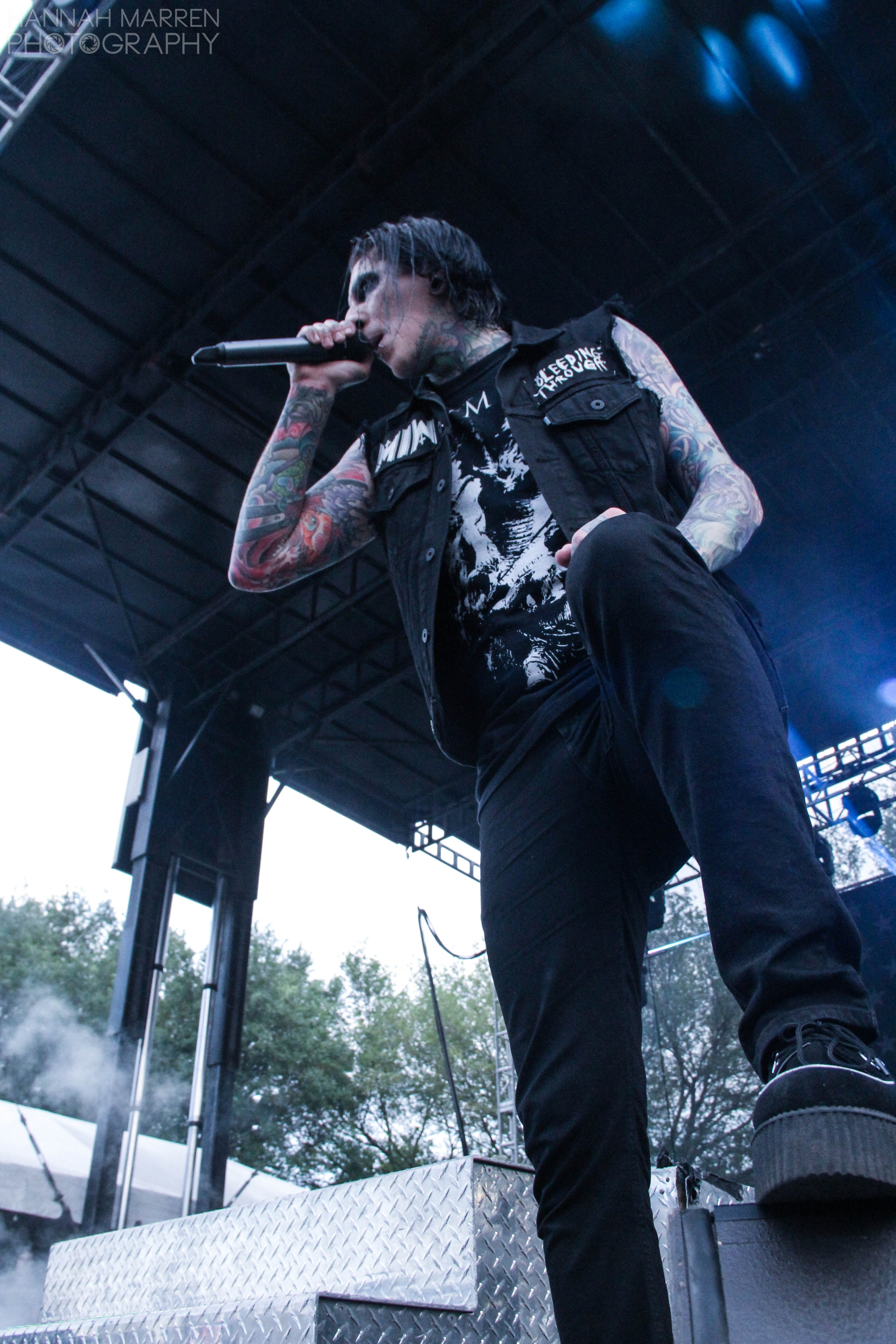
Chris Motionless si esibisce con la band al Welcome To Rockville di Jacksonville, FL.

Per buona parte del 2012 la band si chiuse in studio per le registrazioni di Infamous, prodotto da Jason Suecof e Tim Sköld.
Il 25 settembre ed il 9 ottobre vennero pubblicati rispettivamente i singoli Devil's Night e If It's Dead, We'll Kill It. Il 13 novembre venne pubblicato Infamous insieme al video musicale per Devil's Night.
L'11 marzo 2013 il batterista Angelo Parente lascia il gruppo, rimanendo comunque in buoni rapporti. Al suo posto venne annunciato Brandon "Rage" Richter.
Il 23 aprile venne pubblicato il "lyric video" per il terzo singolo estratto da Infamous, A-M-E-R-I-C-A. Il 3 giugno venne pubblicato il video ufficiale di A-M-E-R-I-C-A, diretto da Shawn Crahan degli Slipknot.

### Reincarnate(2014-2015)
Il 15 settembre 2014 la band pubblica l'album Reincarnate, contenente 14 brani, dal quale sono stati estratti due singoli: Reincarnate, pubblicato l'8 luglio 2014, e Puppets 3 (The Grand Finale), realizzato con la partecipazione di Dani Filth e uscito il 5 agosto 2014.
Il 16 settembre 2014, è avvenuta invece, la pubblicazione del videoclip ufficiale del brano Reincarnate.

### Graveyard Shifte l'abbandono di Joshua Balz e di Devin Sola (2016-2017)
Il 24 giugno 2016 il gruppo annuncia di aver firmato un contratto con la Roadrunner Records e pubblica il singolo 570. Il 31 ottobre 2016 la band annuncia il titolo del quarto album, Graveyard Shift, che verrà pubblicato all'inizio del 2017. Il 10 gennaio 2017 la band annuncia l'abbandono del tastierista Joshua Balz, che verrà sostituito momentaneamente per il "The End is Here Tour" da "Marie-Christine". Il 27 gennaio 2017 la band pubblica il secondo singolo estratto dall'album Graveyard Shift, intitolato Eternally Yours ed annuncia che la pubblicazione del quarto album avverrà il 5 maggio 2017. Il 2 marzo 2017 viene pubblicato il videoclip per il singolo LOUD (Fuck It).

### Disguise(2018-oggi)

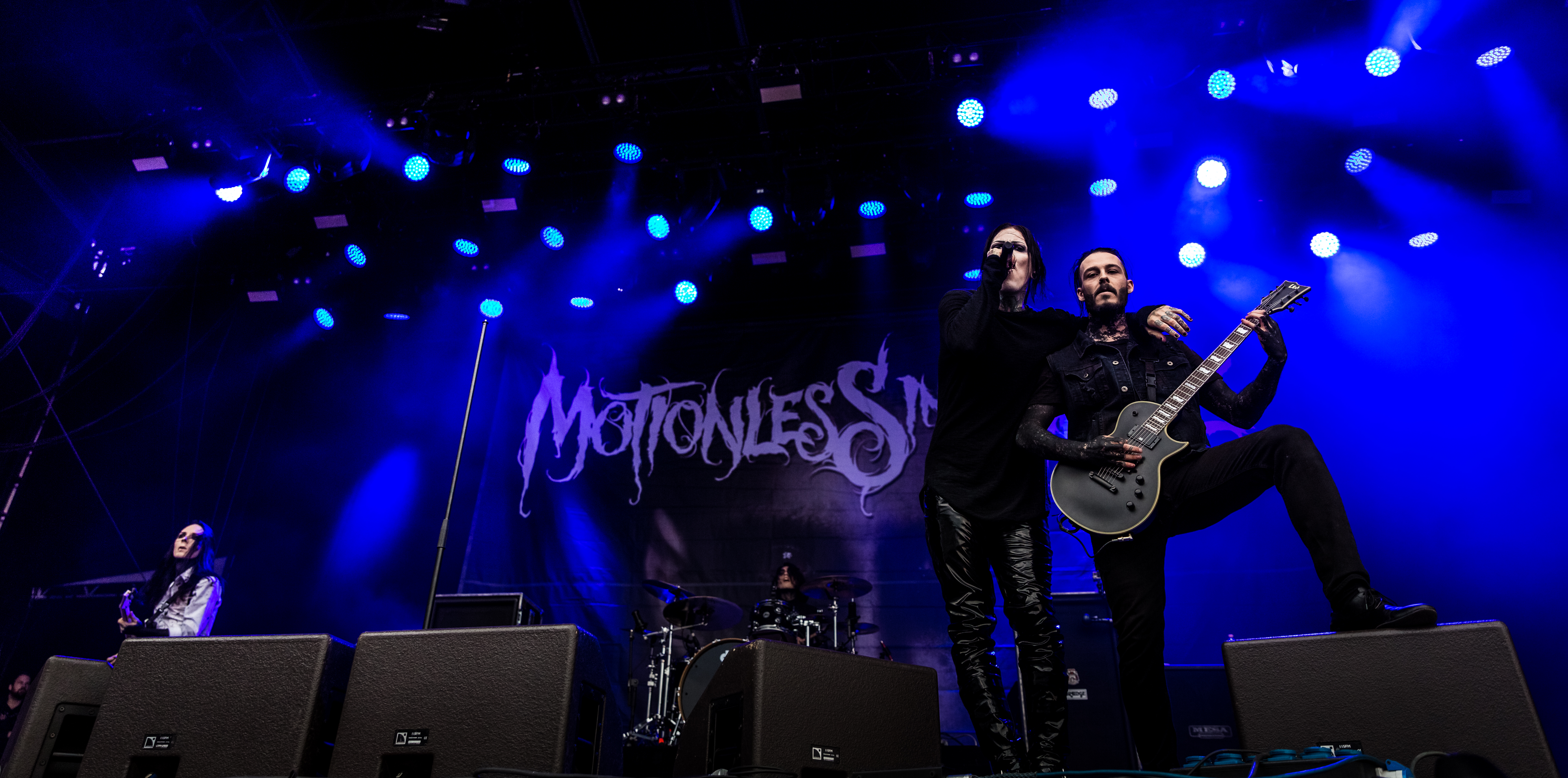
I Motionless in White dal vivo al Rock am Ring nel 2017

Il 6 maggio 2018, Chris Motionless ha annunciato via Instagram che un nuovo disco sarebbe stato pubblicato nel 2019. Ha affermato che, insieme a Ryan Sitkowski e Ricky Olson, avrebbe iniziato a scrivere a tempo pieno prima di andare in tournée con il Warped Tour quell'estate.
Per tutta l'estate del 2018, la band ha intrapreso l'ultima corsa campestre del Vans Warped Tour, che si svolgerà dal 21 giugno al 5 agosto 2018. Dopo la partenza di Devin Sola, la band si è riunita con l'ex chitarrista TJ Bell per il tour. Una volta terminato il tour, la band si è presa il resto dell'anno, ad eccezione di alcuni festival, spettacoli di Halloween e uno spettacolo di club nella loro città natale di Scranton, per lavorare al prossimo album. Per le loro apparizioni finali del 2018, Justin Morrow degli Ice Nine Kills è andato in tournée con loro al basso.
All'inizio di marzo, la band ha annunciato che sarebbero stati in tournée durante l'estate con Alice Cooper e Halestorm. Alcuni giorni dopo, hanno annunciato che si sarebbero imbarcati in un copricapo con Atreyu nel corso di aprile e inizio maggio. Il giorno prima dell'inizio del tour di Spring Invasion con Atreyu, la band ha iniziato a prendere in giro nuova musica attraverso i loro account sui social media.
Il 24 marzo 2019, i Motionless in White hanno annunciato via Instagram che il membro degli Ice Nine Kills, Justin Morrow avrebbe lasciato Ice Nine Kills e si sarebbe unito a Motionless in White a tempo pieno alla chitarra e al basso.
Il 17 aprile, la band ha annunciato il rilascio del nuovo album Disguise il 7 giugno 2019. Lo stesso giorno, hanno pubblicato due singoli dell'album intitolato "Disguise", che era stato presentato in anteprima al Earthday Birthday di Orlando alcuni giorni precedente e "Brand New Numb".
Il 10 maggio, la band ha pubblicato il suo terzo singolo "Undead Ahead 2: The Tale of the Midnight Ride" e il corrispondente video musicale.
Il 5 giugno, pochi giorni prima dell'uscita dell'album, la band ha presentato in anteprima la canzone "Thoughts & Prayers" al Radio Show di Rock 1 della BBC con Daniel P. Carter. Questa è stata la prima apparizione del chitarrista solista Ryan Sitkowski che suona la voce in un disco. Il 27 giugno, la band ha pubblicato un corrispondente video musicale per il loro secondo singolo dell'album, "Brand New Numb".

## Stile musicale e influenze
La band è descritta da AllMusic come una miscela di metalcore, metal gotico e metal industriale. Sono stati anche chiamati "horror-metal". La struttura delle canzoni del gruppo presenta comunemente intricati riff accoppiati a battiti occasionali durante i versi e le rotture presenti nelle canzoni. Si notano anche gli effetti della tastiera della band, che hanno affermato di aggiungere "un'atmosfera scura e inquieta" alla musica del gruppo nel loro album di debutto Creatures. Si diceva che il suono del loro secondo album, Infamous, fosse simile a quello di Marilyn Manson.
Gli stessi membri della band hanno dichiarato di essere influenzati da una grande varietà di artisti come AFI, Aiden, As I Lay Dying, Atreyu, August Burns Red, Avenged Sevenfold, Bauhaus, The Black Dahlia Murder, Bleeding Through, Christian Death, Cradle of Filth, The Cure, Danzig, Depeche Mode, Gojira, HIM, Black Sabbath, Korn, Sex Pistols, Linkin Park, Marilyn Manson, Misfits, Metallica, Rammstein, Rob Zombie, Slipknot, System of a Down, The Prodigy e Paradise Lost.

## Formazione

### Formazione attuale
- Chris "Motionless" Cerulli - voce (2005-presente), chitarra ritmica (2005-2006, 2011, 2018-2019), tastiera (2005-2006, 2017-presente)
- Ryan Sitkowski - chitarra solista (2008-presente), chitarra ritmica (2009-2011), basso (2009-2011, 2018-2019)
- Ricky "Horror" Olson - chitarra ritmica (2009-presente), basso (2009-2011, 2018-2019), voce (2021-presente)
- Vinny Mauro - batteria (2014-presente), tastiera (2017-presente)
- Justin Morrow - basso (2019-presente, turnista: 2018-2019)

### Ex componenti
- Kyle White - basso (2005-2006)
- Frank Polumbo - chitarra solista (2005-2009), basso (2006-2009)
- Mike Costanza - chitarra (2006-2008)
- Joshua Balz - tastiera (2006-2017)
- Angelo Parente - batteria (2005-2013)
- Thomas "TJ" Bell - chitarra ritmica e solista, basso (2007-2011), basso, chitarra ritmica e solista (2018)
- Devin "Ghost" Sola - basso (2011-2018)
- Brandon "Rage" Richter - batteria (2013-2014)

### Turnisti
- Kimber Parrish - basso (2011)
- Tom Hane - batteria (2014)
- Marie-Christine Allard - tastiera (2017)

## Discografia

### Album in studio
- 2010 - Creatures
- 2012 - Infamous
- 2014 - Reincarnate
- 2017 - Graveyard Shift
- 2019 - Disguise
- 2022 - Scoring the End of the World

### EP
- 2007 – The Whorror (Masquerade Recodings)
- 2009 – When Love Met Destruction (Tragic Hero Records)